# 横荷街道
横荷街道，是中华人民共和国广东省清远市清城区下辖的一个乡镇级行政单位。2020年人口89909人。

## 行政区划
横荷街道下辖以下地区：
百加社区、佛祖社区、横荷社区、打古社区、岗头村、赤岗村、大有村、青山村、玉塘村和车头村。